# Kompole
Kompole este o localitate din comuna Štore, Slovenia, cu o populație de 510 locuitori.